# Stanisław Bieńkuński

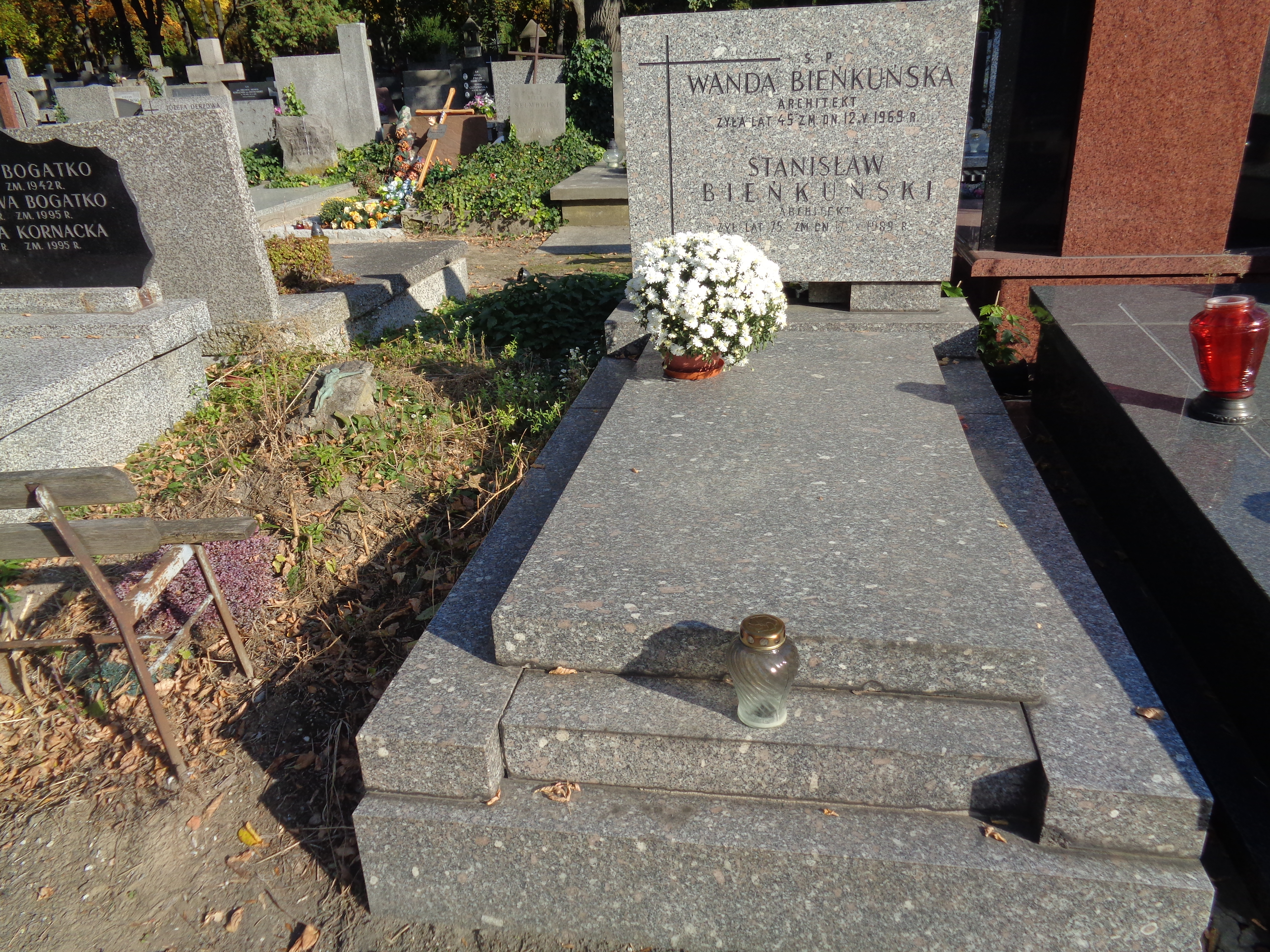
Grób Stanisława Biekuńskiego na cmentarzu Powązkowskim w Warszawie

Stanisław Bieńkuński (ur. 15 maja 1914 w Wilnie, zm. 17 września 1989 w Warszawie) – polski architekt i urbanista, profesor Politechniki Warszawskiej.

## Życiorys
Ukończył Państwową Szkołę Techniczną im. Marszałka Józefa Piłsudskiego w Wilnie, a następnie kontynuował naukę na Wydziale Architektury Politechniki Warszawskiej.
Po 1945 roku był autorem projektów wielu budynków o charakterze reprezentacyjnym. Głównym stylem, którym charakteryzują się dzieła Stanisława Bieńkuńskiego jest funkcjonalizm (m.in. gmach Państwowej Komisji Planowania Gospodarczego, pierwsze projekty konkursowe gmachu Ministerstwa Skarbu) i socrealizm (projekty powstałe od 1949 roku do połowy lat 50. XX wieku). W latach 1975–1981 pełnił funkcję dziekana Wydziału Architektury Politechniki Warszawskiej. Był członkiem Stowarzyszenia Architektów Polskich. Otrzymał Odznakę „Milionera” za realizację ponad miliona metrów sześciennych kubatury w powojennej Warszawie.
Był mężem architektki Wandy Bieńkuńskiej (1924–1969).
Zmarł 17 września 1989 roku w Warszawie, spoczywa na cmentarzu Powązkowskim (kwatera 146A-4-24).

## Najważniejsze projekty
Był współprojektantem gmachów Państwowej Komisji Planowania Gospodarczego (1948), Ministerstwa Górnictwa i Energetyki (1951), Ministerstwa Finansów (1956) w Warszawie. Projektował też inne obiekty użyteczności publicznej, m.in. Mercure Grand Hotel (1954–1959), siedzibę Polskiego Radia i studio koncertowe (1957), które do dziś wielu uznaje za jedno z posiadających najlepszą akustykę. Ponadto zaprojektował warszawskie osiedle mieszkaniowe Złota (1959–1963), obiekty dla krakowskiego oddziału Telewizji Polskiej (1969) i budynek Teatru Dramatycznego i Filharmonii Lubelskiej (1982).

## Ordery i odznaczenia
- Krzyż Kawalerski Orderu Odrodzenia Polski (1964)
- Odznaka „Milionera” (1974)
- Złota Odznaka SARP (1963)

Źródło: Pamięci Architektów Polskich.

## Nagrody
- Państwowa Nagroda Artystyczna II stopnia (ze  Stanisławem Rychłowskim) w dziale architektury za kompleks gmachów PKPG (1950)[3]